# دانيال ماركس
دانيال ماركس (بالإسبانية: Daniel Marx)‏ هو اقتصادي أرجنتيني، ولد في 16 أبريل 1953 في بايساندو في الأوروغواي.